# International Football Cup 1961/62

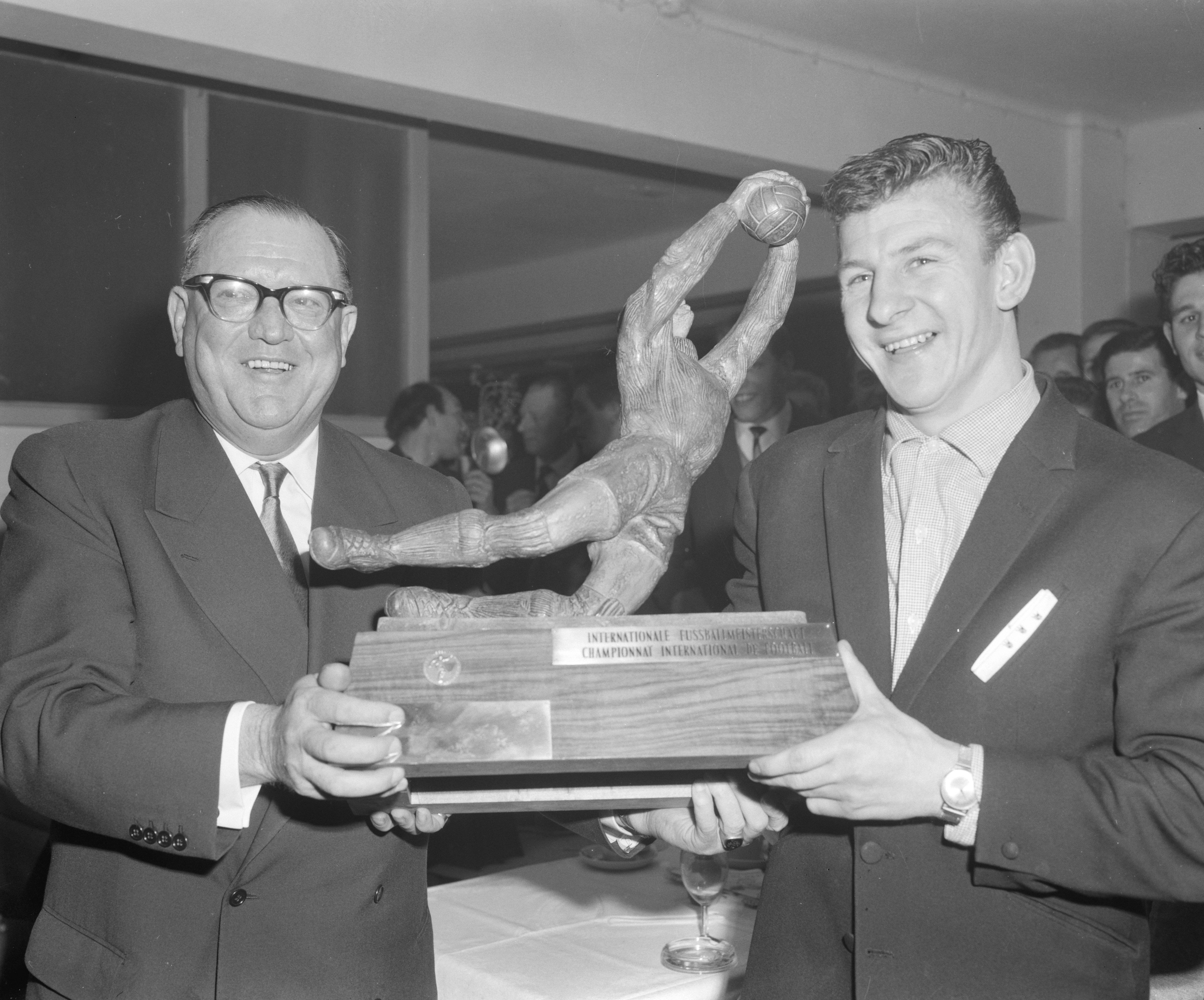
UEFA-Präsident Gustav Wiederkehr und der Ajacide Co Prins mit der Trophäe

Der 1. International Football Cup wurde in der Saison 1961/62 ausgespielt. Der Wettbewerb bestand aus 32 Mannschaften, ausschließlich aus Zentraleuropa. Die Spiele fanden zwischen dem 18. Juni 1961 und dem 26. April 1962 statt.
Die Deutsche Demokratische Republik, die Niederlande, Österreich, Schweden, Schweiz und die Tschechoslowakei entsendeten vier, Polen zwei und die Bundesrepublik Deutschland sechs Teams.
Das Finale gewann Ajax Amsterdam am 26. April 1962 im Olympiastadion von Amsterdam durch ein 4:2 gegen Feijenoord Rotterdam.

## Gruppenphase
Die Mannschaften wurden nach geografischer Lage in acht Gruppen à vier Teams eingeteilt. Die Gruppen A1-A4 waren für östliche Mannschaften (Deutsche Demokratische Republik, Österreich, Polen und Tschechoslowakei); Gruppen B1-B4 für westliche Teams (Niederlande, Schweden und Schweiz). Die Bundesrepublik Deutschland war in beiden Sektionen vertreten.
Der Gruppensieger erreichte das Viertelfinale, dort spielte die Gruppen „A“ gegen die Gruppen „B“.

### Gruppe A1
| Pl. | Verein               | Sp. | S | U | N | Tore    | Diff. | Punkte |
| --- | -------------------- | --- | - | - | - | ------- | ----- | ------ |
| 1.  | ŠK Slovan Bratislava | 6   | 4 | 2 | 0 | 016:400 | +12   | 10:20  |
| 2.  | ASK Vorwärts Berlin  | 6   | 2 | 1 | 3 | 013:100 | +3    | 05:70  |
| 3.  | Odra Opole           | 6   | 2 | 1 | 3 | 008:160 | −8    | 05:70  |
| 4.  | Wiener AC            | 6   | 1 | 2 | 3 | 009:160 | −7    | 04:80  |

|                      | Tschechoslowakei | Deutschland Demokratische Republik 1949 | Polen 1944 | Osterreich |
| -------------------- | ---------------- | --------------------------------------- | ---------- | ---------- |
| ŠK Slovan Bratislava |                  | 2:1                                     | 8:1        | 3:0        |
| ASK Vorwärts Berlin  | 0:1              |                                         | 2:1        | 6:1        |
| Odra Opole           | 1:1              | 2:1                                     |            | 2:0        |
| Wiener AC            | 1:1              | 3:3                                     | 4:1        |            |

### Gruppe A2
| Pl. | Verein        | Sp. | S | U | N | Tore    | Diff. | Punkte |
| --- | ------------- | --- | - | - | - | ------- | ----- | ------ |
| 1.  | Baník Ostrava | 6   | 5 | 1 | 0 | 024:700 | +17   | 11:10  |
| 2.  | SC Motor Jena | 6   | 3 | 2 | 1 | 014:120 | +2    | 08:40  |
| 3.  | VfL Osnabrück | 6   | 2 | 0 | 4 | 009:140 | −5    | 04:80  |
| 4.  | Grazer AK     | 6   | 0 | 1 | 5 | 009:230 | −14   | 01:11  |

|               | Tschechoslowakei | Deutschland Demokratische Republik 1949 | Deutschland Bundesrepublik | Osterreich |
| ------------- | ---------------- | --------------------------------------- | -------------------------- | ---------- |
| Baník Ostrava |                  | 6:1                                     | 3:1                        | 4:0        |
| SC Motor Jena | 2:2              |                                         | 5:0                        | 3:2        |
| VfL Osnabrück | 0:3              | 0:1                                     |                            | 6:2        |
| Grazer AK     | 3:6              | 2:2                                     | 0:2                        |            |

### Gruppe A3
| Pl. | Verein                 | Sp. | S | U | N | Tore    | Diff. | Punkte |
| --- | ---------------------- | --- | - | - | - | ------- | ----- | ------ |
| 1.  | Spartak Hradec Králové | 6   | 3 | 2 | 1 | 015:120 | +3    | 08:40  |
| 2.  | Górnik Zabrze          | 6   | 3 | 1 | 2 | 017:140 | +3    | 07:50  |
| 3.  | SC Dynamo Berlin       | 6   | 3 | 1 | 2 | 014:130 | +1    | 07:50  |
| 4.  | Wiener Sport-Club      | 6   | 1 | 0 | 5 | 015:200 | −5    | 02:10  |

|                        | Tschechoslowakei | Polen 1944 | Deutschland Demokratische Republik 1949 | Osterreich |
| ---------------------- | ---------------- | ---------- | --------------------------------------- | ---------- |
| Spartak Hradec Králové |                  | 2:3        | 1:0                                     | 4:2        |
| Górnik Zabrze          | 2:2              |            | 5:1                                     | 2:5        |
| SC Dynamo Berlin       | 1:1              | 4:3        |                                         | 2:1        |
| Wiener Sport-Club      | 4:5              | 0:2        | 3:5                                     |            |

### Gruppe A4
| Pl. | Verein                | Sp. | S | U | N | Tore    | Diff. | Punkte |
| --- | --------------------- | --- | - | - | - | ------- | ----- | ------ |
| 1.  | First Vienna FC       | 6   | 4 | 1 | 1 | 017:900 | +8    | 09:30  |
| 2.  | 1. FC Tatran Prešov   | 6   | 2 | 2 | 2 | 015:140 | +1    | 06:60  |
| 3.  | SC Lokomotive Leipzig | 6   | 3 | 0 | 3 | 007:110 | −4    | 06:60  |
| 4.  | Kickers Offenbach     | 6   | 1 | 1 | 4 | 013:180 | −5    | 03:90  |

|                       | Osterreich | Tschechoslowakei | Deutschland Demokratische Republik 1949 | Deutschland Bundesrepublik |
| --------------------- | ---------- | ---------------- | --------------------------------------- | -------------------------- |
| First Vienna FC       |            | 3:3              | 3:0                                     | 5:2                        |
| 1. FC Tatran Prešov   | 2:1        |                  | 3:1                                     | 3:3                        |
| SC Lokomotive Leipzig | 0:2        | 2:1              |                                         | 2:1                        |
| Kickers Offenbach     | 2:3        | 4:3              | 1:2                                     |                            |

### Gruppe B1
| Pl. | Verein               | Sp. | S | U | N | Tore    | Diff. | Punkte |
| --- | -------------------- | --- | - | - | - | ------- | ----- | ------ |
| 1.  | Feijenoord Rotterdam | 6   | 5 | 0 | 1 | 024:120 | +12   | 10:20  |
| 2.  | FC Schalke 04        | 6   | 4 | 0 | 2 | 022:120 | +10   | 08:40  |
| 3.  | IFK Göteborg         | 6   | 1 | 1 | 4 | 012:220 | −10   | 03:90  |
| 4.  | FC La Chaux-de-Fonds | 6   | 1 | 1 | 4 | 011:230 | −12   | 03:90  |

|                      | Niederlande | Deutschland Bundesrepublik | Schweden | Schweiz |
| -------------------- | ----------- | -------------------------- | -------- | ------- |
| Feijenoord Rotterdam |             | 1:3                        | 4:1      | 3:2     |
| FC Schalke 04        | 1:5         |                            | 4:1      | 8:0     |
| IFK Göteborg         | 3:6         | 2:4                        |          | 3:2     |
| FC La Chaux-de-Fonds | 2:5         | 3:2                        | 2:2      |         |

### Gruppe B2
| Pl. | Verein         | Sp. | S | U | N | Tore    | Diff. | Punkte |
| --- | -------------- | --- | - | - | - | ------- | ----- | ------ |
| 1.  | Ajax Amsterdam | 6   | 4 | 1 | 1 | 026:800 | +18   | 09:30  |
| 2.  | Malmö FF       | 6   | 3 | 2 | 1 | 015:100 | +5    | 08:40  |
| 3.  | FK Pirmasens   | 6   | 3 | 1 | 2 | 017:190 | −2    | 07:50  |
| 4.  | FC Zürich      | 6   | 0 | 0 | 6 | 006:270 | −21   | 0:12   |

|                | Niederlande | Schweden | Deutschland Bundesrepublik | Schweiz |
| -------------- | ----------- | -------- | -------------------------- | ------- |
| Ajax Amsterdam |             | 1:0      | 9:1                        | 9:1     |
| Malmö FF       | 1:1         |          | 4:2                        | 4:1     |
| FK Pirmasens   | 4:2         | 3:3      |                            | 5:0     |
| FC Zürich      | 1:4         | 2:3      | 1:2                        |         |

### Gruppe B3
| Pl. | Verein               | Sp. | S | U | N | Tore    | Diff. | Punkte |
| --- | -------------------- | --- | - | - | - | ------- | ----- | ------ |
| 1.  | Örgryte IS           | 6   | 4 | 2 | 0 | 007:150 | −8    | 10:20  |
| 2.  | VVV Venlo            | 6   | 3 | 1 | 2 | 013:120 | +1    | 07:50  |
| 3.  | Borussia Neunkirchen | 6   | 2 | 0 | 4 | 012:150 | −3    | 04:80  |
| 4.  | FC Grenchen          | 6   | 1 | 1 | 4 | 006:120 | −6    | 03:90  |

|                      | Schweden | Niederlande | Deutschland Bundesrepublik | Schweiz |
| -------------------- | -------- | ----------- | -------------------------- | ------- |
| Örgryte IS           |          | 2:1         | 3:1                        | 2:2     |
| VVV Venlo            | 2:2      |             | 3:2                        | 1:0     |
| Borussia Neunkirchen | 1:3      | 5:3         |                            | 2:0     |
| FC Grenchen          | 0:3      | 1:3         | 3:1                        |         |

### Gruppe B4
| Pl. | Verein                  | Sp. | S | U | N | Tore    | Diff. | Punkte |
| --- | ----------------------- | --- | - | - | - | ------- | ----- | ------ |
| 1.  | Sparta Rotterdam        | 6   | 5 | 0 | 1 | 023:120 | +11   | 10:20  |
| 2.  | IF Elfsborg             | 6   | 4 | 0 | 2 | 021:170 | +4    | 08:40  |
| 3.  | SC Tasmania 1900 Berlin | 6   | 1 | 1 | 4 | 011:160 | −5    | 03:90  |
| 4.  | FC Basel                | 6   | 1 | 1 | 4 | 009:190 | −10   | 03:90  |

|                         | Niederlande | Schweden | Deutschland Bundesrepublik | Schweiz |
| ----------------------- | ----------- | -------- | -------------------------- | ------- |
| Sparta Rotterdam        |             | 4:3      | 4:1                        | 5:2     |
| IF Elfsborg             | 2:5         |          | 5:2                        | 2:1     |
| SC Tasmania 1900 Berlin | 4:1         | 2:3      |                            | 1:2     |
| FC Basel                | 0:4         | 3:6      | 1:1                        |         |

## Viertelfinale
|                      | Ergebnis  |                        |
| -------------------- | --------- | ---------------------- |
| ŠK Slovan Bratislava | 6:1       | Sparta Rotterdam       |
| Örgryte IS           | 2:3       | Baník Ostrava          |
| Ajax Amsterdam       | 4:3 n. V. | First Vienna FC        |
| Feijenoord Rotterdam | 3:1       | Spartak Hradec Králové |

## Halbfinale
|                      | Ergebnis |                      |
| -------------------- | -------- | -------------------- |
| Ajax Amsterdam       | 5:1      | ŠK Slovan Bratislava |
| Feijenoord Rotterdam | 1:0      | Baník Ostrava        |

## Finale
| Ajax Amsterdam                               | Ajax Amsterdam | Feijenoord Rotterdam | Feijenoord Rotterdam |
| -------------------------------------------- | --- | --- | -------------------- |
| Ajax Amsterdam                               | \| Finale \| \| 26. April 1962 in Amsterdam (Olympiastadion) \| \| Ergebnis: 4:2 (2:2) \| \| Zuschauer: 40.260 \| \| Schiedsrichter: Joop Martens ( Niederlande) \|                 | \| Finale \| \| 26. April 1962 in Amsterdam (Olympiastadion) \| \| Ergebnis: 4:2 (2:2) \| \| Zuschauer: 40.260 \| \| Schiedsrichter: Joop Martens ( Niederlande) \|                                                   | Feijenoord Rotterdam |
| Ajax Amsterdam                               | Bertus Hoogerman – Werner Schaaphok, Kees Smit, Ton Pronk, Piet Ouderland – Bennie Muller, Co Prins – Piet Keizer, Sjaak Swart, Henk Groot, Cees Groot. Cheftrainer: Keith Spurgeon | Eddy Pieters Graafland – Gerard Kerkum, Hans Kraay, Cor Veldhoen – Reinier Kreijermaat, Frans Bouwmeester – Henk Schouten, Cor van der Gijp, Coen Moulijn, Rinus Bennaars, Gerard Bergholtz. Cheftrainer: Franz Fuchs | Feijenoord Rotterdam |
| Ajax Amsterdam                               | 1:0 C. Groot (10.) 2:1 H. Groot (26.) 3:2 H. Groot (62.) 4:2 H. Groot (90.) | 1:1 Bouwmeester (11.) 2:2 van der Gijp (43.) | Feijenoord Rotterdam |
| Finale                                       | | |                      |
| 26. April 1962 in Amsterdam (Olympiastadion) | | |                      |
| Ergebnis: 4:2 (2:2)                          | | |                      |
| Zuschauer: 40.260                            | | |                      |
| Schiedsrichter: Joop Martens ( Niederlande)  | | |                      |